# 온유 (1981년)
온유(1981년 12월 16일 ~ )는 대한민국의 가수이다. 현재 소속사는 코앤리더이다.

## 대표작

### 음반
- 싱글 앨범 《풍경》